# Полярні Зорі
Полярні Зорі (рос. Полярные Зори) — місто (з 1991), адміністративний центр Полярнозорського міського округу Мурманської області РФ. Біля міста розташована Кольська АЕС.
Населення — 14 853 чол. (2015)

## Географія
Місто розташоване на березі р. Нивка та о. Пінозеро, за 224 км від Мурманська. Найближчі н.п. Зашеєк (3 км), Пінозеро (4 км), Нивський (8 км) і Африканда (13 км). Місто оточене територією Зашейківського лісництва. Полярні Зорі є одним із найбільш північних міст, у яких не спостерігається полярної ночі. Найкоротший день (22.12) в Полярних Зорях триває 21 хв.

## Історія
Полярні Зорі були включені в облікові дані і отримали статус робочого селища рішенням Мурманського облвиконкому № 640 від 20.12.1973.
Статус міста обласного підпорядкування був наданий Указом Президії Верховної Ради РРФСР від 22.04.1991. Раніше селище та прилегла територія підпорядковувалися міській раді м. Апатити.
Начальником управління будівництва і фактично засновником міста і Кольської АЕС був Олександр Степанович Андрушечко.

## Підприємства
Містоутворюючим підприємством є Кольська АЕС, на якій працюють близько 2000 чол. На роботі в муніципальних підприємствах зайнято близько 1 тис. чол.
Також в місті діють Нива ГЕС-1 (26 МВт), ВАТ «Атоменергоремонт», Кольська Електромонтажна Компанія «ГЕМ», ВАТ «Енергоспецмонтаж», Р-Транс. Діють електрична котельня (54 МВт) та мазутна котельня, медико-санітарна частина № 118, відділення Сбербанку та банку ДНБНор, кілька супермаркетів, а також інші фірми та підприємства.

## Інфраструктура

### Транспорт
У місті розвинене автобусне та таксомоторне сполучення. Проїзд на Кольську АЕС і гірськолижний комплекс «Салма» здійснюється автобусами підприємства. Основна автодорожня магістраль, яка зв'язує місто з рештою країни (E105-М18), проходить за 0,5 км від міської межі. Для приміського сполучення використовується електропоїзд Кандалакша — Полярні Зорі — Апатити. У місті є залізнична станція. Найближчий аеропорт - Хібіни.

### Зв'язок
У місті працюють 4 оператори стільникового зв'язку GSM: Мегафон, МТС, Білайн, Tele2.

## Туризм

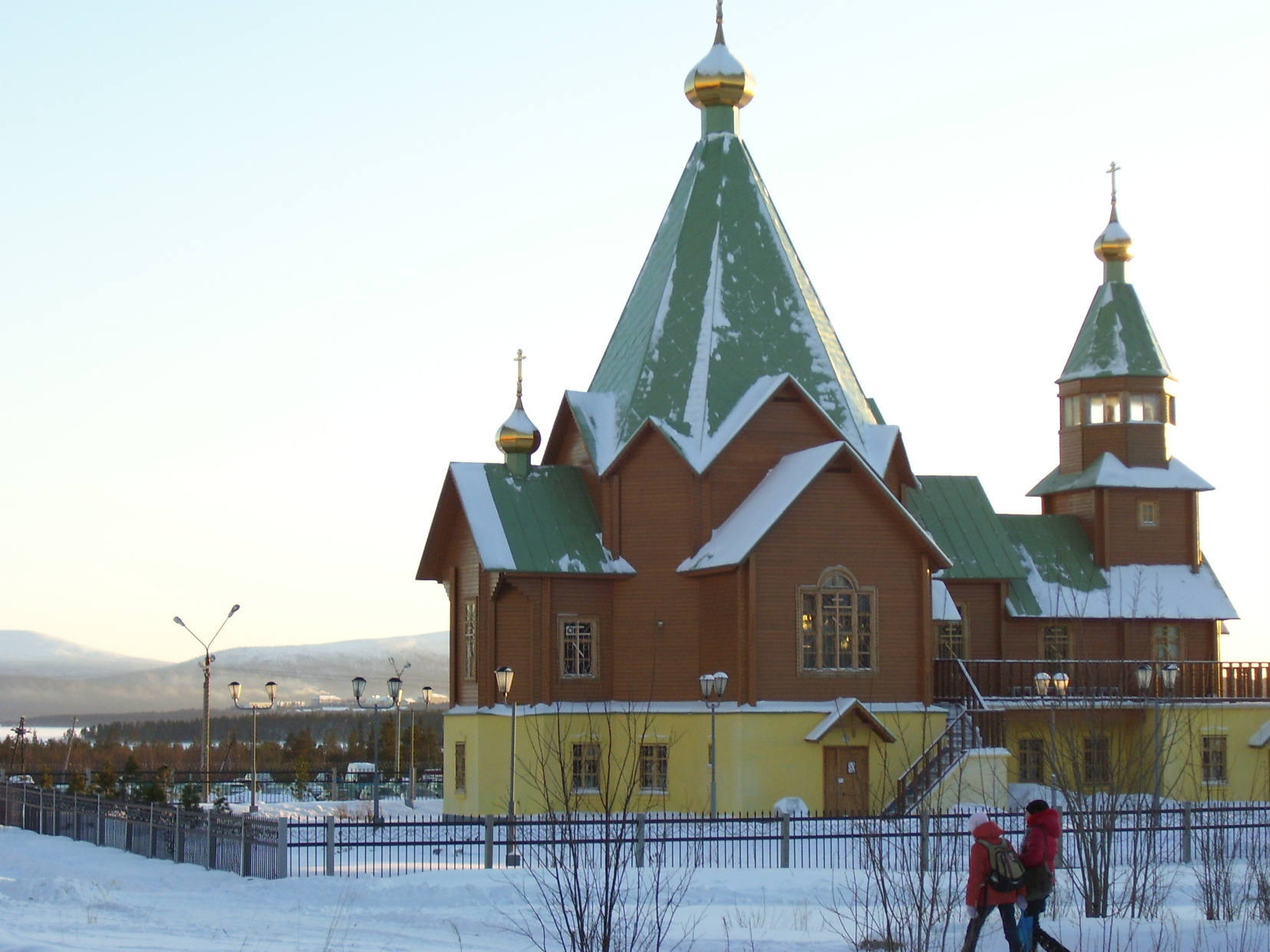
Церква

У місті є Льодовий палац, гірськолижний комплекс «Салма», лижна траса, плавальний басейн, розважальні центри, кафе та ресторани. Діють 3 готелі: «Нивські береги», «Піренга» та «Зорі».

## Адміністрація міста, міська дума

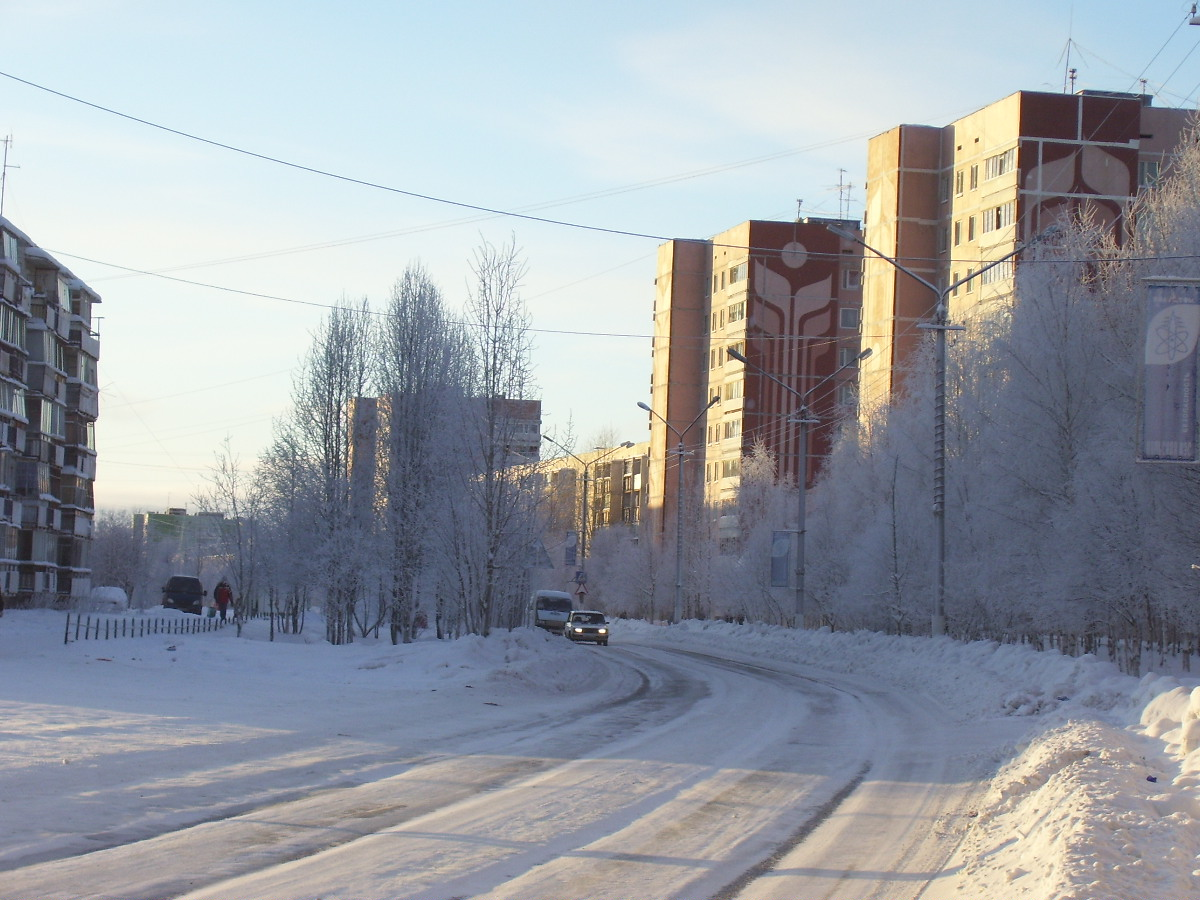
Вул. Ломоносова

Першим мером міста Полярні Зорі була Людмила Олександрівна Чистова, колишній комсомольський працівник м. Апатити. В даний час працює в адміністрації губернатора Мурманської області.
Другим мером був обраний Валерій Миронов, який працював до обрання начальником Полярнозорінського відділення податкової інспекції.
Третім мером був Володимир Лукич Гончаренко, до обрання на посаду працював заступником Валерія Миронова.
З 2006 4-м мером міста є колишній глава юридичного відділу Кольської АЕС Микола Миколайович Голдобін.
У листопада 2013 мером обрано Максима Олеговича Пухова.

## Місто в мистецтві
Місто зустрічається в романах Андрія Буторіна «Північ», «Облога раю» та «Дочка небесного духу» з проекту «Всесвіт Метро 2033», а також згадується в оригінальному романі Дмитра Глуховського «Метро 2034».

## Міста-побратими
- Естгаммар, Швеція
- Калоча, Угорщина (2019)[19]
- Калікс, Швеція
- Муоніо, Фінляндія